# Tourbillon de Kerr–Dold
En dynamique des fluides le tourbillon de Kerr–Dold est une solution exacte des équations de Navier-Stokes qui décrit des tourbillons périodiques stationnaires superposés à un écoulement de point d'arrêt dans un écoulement incompressible. La solution a été découverte par Oliver S. Kerr et John Dold en 1994,. Ces solutions stables existent en raison d'un équilibre entre l'étirement du tourbillon par l'écoulement 
et la dissipation visqueuse. Ce phénomène est analogue au tourbillon de Burgers. Ces tourbillons ont été observés expérimentalement dans un appareil à quatre rouleaux par R. R. Lagnado et Leslie Gary Leal (en).

## Description mathématique
L'écoulement au point d'arrêt, qui est déjà une solution exacte de l'équation de Navier–Stokes, est donné par {\displaystyle \mathbf {U} =(0,-Ay,Az)}, où {\displaystyle A} est le taux de déformation. À cet écoulement, on peut ajouter une perturbation périodique supplémentaire de telle sorte que le nouveau champ de vitesse puisse s'écrire comme :
{\displaystyle \mathbf {u} ={\begin{bmatrix}0\\-Ay\\Az\end{bmatrix}}+{\begin{bmatrix}u(x,y)\\v(x,y)\\0\end{bmatrix}}}
où les composantes {\displaystyle u(x,y)} et {\displaystyle v(x,y)} de la vitesse du tourbillon sont supposées périodiques dans la direction {\displaystyle x} avec un nombre d'onde fondamental {\displaystyle k}. Kerr et Dold ont montré que de telles perturbations existent avec une amplitude finie et sont une solution exacte des équations de Navier–Stokes. En introduisant une fonction de courant {\displaystyle \psi } pour la vitesse du tourbillon on peut montrer que les équations des perturbations dans la formulation de la fonction de vorticité se réduisent à :
{\displaystyle {\begin{aligned}\omega &=-\left({\frac {\partial ^{2}}{\partial x^{2}}}+{\frac {\partial ^{2}}{\partial y^{2}}}\right)\psi \\[6pt]{\frac {\partial \psi }{\partial y}}{\frac {\partial \omega }{\partial x}}-{\frac {\partial \psi }{\partial x}}{\frac {\partial \omega }{\partial y}}&-Ay{\frac {\partial \omega }{\partial y}}-A\omega =\nu \left({\frac {\partial ^{2}}{\partial x^{2}}}+{\frac {\partial ^{2}}{\partial y^{2}}}\right)\omega \end{aligned}}}
où {\displaystyle \omega } est la perturbation de vorticité. Un seul paramètre peut être obtenu par adimensionnement :
{\displaystyle \lambda ={\frac {A}{\nu k^{2}}}}
Il mesure l'effet de la dissipation visqueuse. La solution sera supposée être de la forme :
{\displaystyle \psi =\sum _{k=-\infty }^{\infty }[a_{k}(y)+ib_{k}(y)]e^{-ikx}.}
Puisque {\displaystyle \psi } est réel, il est facile de vérifier que {\displaystyle a_{k}=a_{-k},\,b_{k}=-b_{-k},\,b_{0}=0.} La structure tourbillonnaire attendue ayant la symétrie exprimée par {\displaystyle \psi (x,y)=\psi (-x,-y),\,\psi (x,y)=-\psi (\pi -x,y)} on as {\displaystyle a_{0}=b_{1}=0}. Par substitution, on obtient une suite infinie d'équations différentielles non linéaires couplées. Pour dériver les équations suivantes la règle du produit de Cauchy est utilisée. Les équations sont,.
{\displaystyle {\begin{aligned}&a_{k}''''+Aya_{k}'''+(A-2k^{2})a_{k}''-k^{2}Aya_{k}'-k^{2}Aa_{k}+k^{4}a_{k}\\&{}+i\left[b_{k}''''+Ayb_{k}'''+(A-2k^{2})b_{k}''-k^{2}Ayb_{k}'-k^{2}Ab_{k}+k^{4}b_{k}\right]\\={}&i\sum _{\ell =-\infty }^{\infty }\left\{\left(a_{k-\ell }'+ib_{k-\ell }'\right)\left[\ell a_{\ell }''-\ell ^{3}a_{\ell }+i(\ell b_{\ell }''-\ell ^{3}b_{\ell })\right]-(k-\ell )\left(a_{k-\ell }+ib_{k-\ell }\right)\left[a_{\ell }'''-\ell ^{2}a_{\ell }'+i(b_{\ell }'''-\ell ^{2}b_{\ell }')\right]\right\}.\end{aligned}}}
Les conditions aux limites sont :
{\displaystyle a_{k}'(0)=b_{k}(0)=a_{k}(\infty )=b_{k}(\infty )=0}
La condition de symétrie suffit à résoudre le problème. On peut montrer qu'une solution non triviale n'existe que lorsque {\displaystyle \lambda >1.} En résolvant cette équation numériquement on vérifie que conserver les 7 à 8 premiers termes suffit à produire des résultats précis. La solution lorsque {\displaystyle \lambda =1} est {\displaystyle \psi =\cos x} a été découverte par Alex Craik et William Criminale en 1986.